# Ernst Zermelo
Ernst Zermelo (27 juillet 1871 à Berlin - 21 mai 1953 à Fribourg-en-Brisgau, à l'état civil, Ernst Friedrich Ferdinand Zermelo) est un mathématicien allemand. Il s'est principalement intéressé aux fondations des mathématiques et à la philosophie. Il a donné des développements importants à la théorie des ensembles et est un des précurseurs de la théorie des jeux.

## Biographie

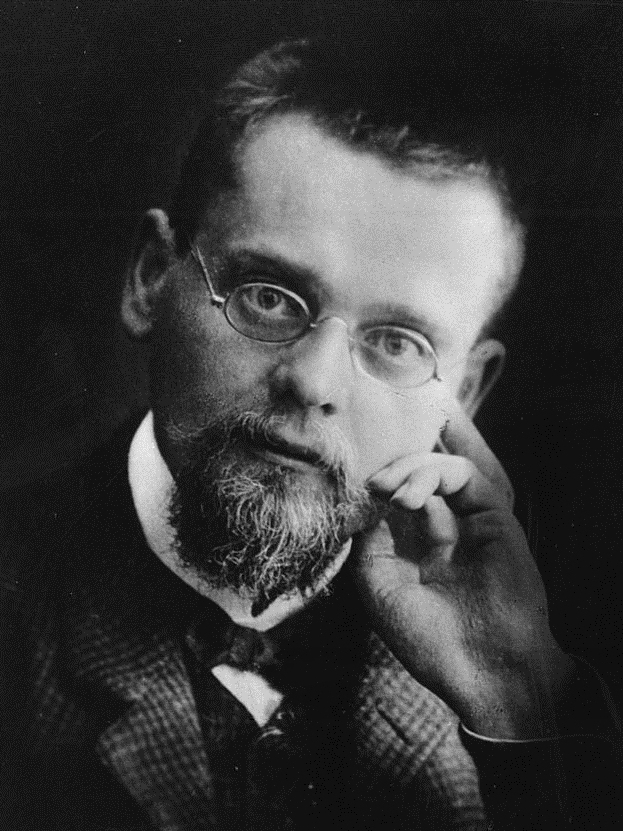
Ernst Zermelo c. 1900

Il effectue ses études secondaires à Berlin, qu'il termine en 1889. Ensuite, il suit un cursus universitaire en mathématiques, physique et philosophie à Berlin, Halle et Fribourg-en-Brisgau, qu'il conclut par un doctorat à Berlin, portant sur le calcul des variations (Untersuchungen zur Variations-Rechnung). Il reste alors à Berlin en tant qu'assistant de Max Planck, sous la direction duquel il commence à étudier l’hydrodynamique. Durant cette période il s'illustre en publiant une critique du théorème H de Boltzmann, connue sous le nom de paradoxe de Zermelo. En 1897, il part pour Göttingen, où il obtiendra sa thèse d'habilitation en 1899.

## Travaux

### Théorie des ensembles
En 1900 a lieu à Paris le congrès international des mathématiciens, où David Hilbert énonce les 23 problèmes majeurs auxquels il souhaite que la communauté s’intéresse. Le premier de ces problèmes a trait à la théorie des ensembles, c'est celui de l'hypothèse du continu, formulé par Cantor en 1878.
Zermelo commence alors à travailler sur la théorie des ensembles et publie ses premiers résultats en 1902 (addition de cardinaux transfinis). En 1904, il fait un pas important vers une solution au premier problème de Hilbert en prouvant que tout ensemble peut être bien ordonné. L’importance de ce résultat fait largement connaître Zermelo qui obtient alors un poste de professeur à Göttingen en 1905. Toutefois, ses démonstrations utilisent l'axiome du choix, ce qui ennuie certains mathématiciens, entre autres à cause de l’état de formalisation de la théorie des ensembles à l'époque. En 1908, Zermelo donne une autre preuve, mieux acceptée.
À partir de 1905, Zermelo travaille à l'axiomatisation de la théorie des ensembles ; en 1908, il publie ses résultats malgré son échec à prouver la cohérence de son système d'axiomes en proposant une liste de 7 axiomes, qui sera complétée plus tard par Fraenkel (ce que Gödel prouve plus tard impossible). En 1922, Abraham Adolf Fraenkel et indépendamment Thoralf Skolem améliorent les axiomes de Zermelo. Le système final, composé de 10 axiomes, est maintenant connu sous le nom d'axiomes de Zermelo-Fraenkel (ZF). C'est actuellement le plus utilisé en théorie des ensembles.
En 1910, il quitte Göttingen pour une chaire à l’Université de Zurich. À l’initiative de Hilbert, il y obtient un prix pour sa contribution à la théorie des ensembles.

### Théorie des jeux
En 1913, il publie un article précurseur de la théorie des jeux, qui sera ensuite développée notamment par John von Neumann et Oskar Morgenstern. En 1916, il reçoit le prix Alfred Ackermann-Teubner.
De santé fragile, il quitte Zürich en 1916 et retourne à Fribourg-en-Brisgau, où il obtient un poste honoraire, auquel il renonce en 1935 en raison de sa désapprobation à l’égard de la politique universitaire du régime nazi. Il retrouve son poste en 1946.

## Honneur
L'astéroïde (14990) Zermelo est nommé en son honneur.